# As Rosas Não Falam
As Rosas Não Falam é uma canção do compositor Cartola. A cantora Beth Carvalho incluiu esta composição no álbum Mundo Melhor (1976), sendo esta a primeira gravação de "As Rosas Não Falam" lançada comercialmente. No mesmo ano, uma interpretação da canção na voz e violão do próprio Cartola foi incluída em seu segundo álbum autointitulado.
Conforme dados de 2021, ela era a décima primeira canção brasileira mais regravada de todos os tempos, de acordo com o ECAD, Escritório Central de Arrecadação e Distribuição, que é o órgão responsável por captar e distribuir valores pagos pela execução de canções em eventos e nos mais diversos tipos de mídia.

## Outras versões
Em 2022, a canção foi regravada pelas atrizes Sophie Charlotte e Letícia Colin para servir como tema de abertura da telenovela Todas as Flores da Globoplay.